# Echinothorax
Echinothorax is een geslacht van Phasmatodea uit de familie Phasmatidae. De wetenschappelijke naam van dit geslacht is voor het eerst geldig gepubliceerd in 1932 door Günther.

## Soorten
Het geslacht Echinothorax is monotypisch en omvat slechts de volgende soort:
- Echinothorax gazellae (Brunner von Wattenwyl, 1907)